# Cantuaria minor
Cantuaria minor là một loài nhện trong họ Idiopidae.
Loài này thuộc chi Cantuaria. Cantuaria minor được Raymond Robert Forster miêu tả năm 1968.